# Birr (Argovia)
Birr es una comuna suiza del cantón de Argovia, situada en el Distrito de Brugg. Limita al oeste y norte con la comuna de Lupfig, al este con Birrhard, y al sur con Brunegg y Möriken-Wildegg.

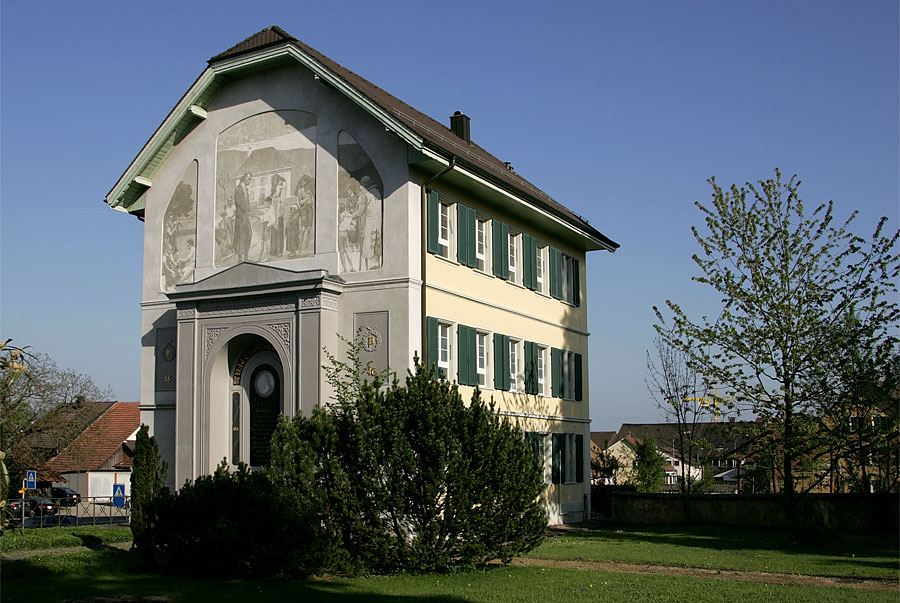
Monumento a Pestalozzi en la antigua escuela.